# Walenty Kryszak
Walenty Kryszak (ur. 10 lutego 1897 w Szadłowicach, poległ 24 września 1920 pod Izabelinem) – plutonowy 5 pułku strzelców wielkopolskich, podoficer Wojska Polskiego w II Rzeczypospolitej, kawaler Orderu Virtuti Militari.

## Życiorys
Urodził się w rodzinie Józefa (rolnika) i Łucji z domu Kopeć.
Ukończył szkołę powszechną, po czym pracował w gospodarstwie rodziców. W roku 1917 został wcielony do armii niemieckiej. W listopadzie 1918 roku został zdemobilizowany, a w styczniu następnego roku wstąpił jako ochotnik do oddziałów powstańczych i uczestniczył w zmaganiach powstania wielkopolskiego, walcząc o wyzwolenie Kujaw.
Służył w szeregach 1 kompanii ckm. 5 pułku strzelców wielkopolskich. Uczestniczył w wojnie z bolszewicką Rosją. Jako kapral 59 pułku piechoty, wchodzącego w skład 15 Dywizji Piechoty, wyróżnił się odwagą w dniu 4 lipca 1920 roku podczas walk odwrotowych nad Bugiem. Wówczas, w czasie ataku nieprzyjaciela na polskie pozycje pod Szerczewicami, do ostatniej chwili prowadził ogień ze swojego karabinu maszynowego, pomagając tym samym przygotować się do kontrataku oddziałom odwodowym. Następnie wycofał się jako ostatni, zabierając swoją broń. Za czyn ten odznaczony został Krzyżem Srebrnym Orderu Virtuti Militari, którym udekorował go w dniu 11 września 1920 roku gen. ppor. Władysław Jung. Nadanie to zostało następnie potwierdzone dekretem Wodza Naczelnego marszałka Józefa Piłsudskiego L.2977 z 13 maja 1921 roku (opublikowanym w Dzienniku Personalnym Ministerstwa Spraw Wojskowych Nr 21 z dnia 28 maja 1921 r.).
Walenty Kryszak poległ w dniu 24 września 1920 roku podczas walk pod Izabelinem.

## Ordery i odznaczenia
- Krzyż Srebrny Orderu Virtuti Militari (nr 240)[2]